# JustMusic
Die JustMusic GmbH war ein deutscher Musikinstrumentenhändler mit Sitz in Berlin. Sie trat unter dem Markennamen Just Music auf. Sie verfügte über große Filialen in mehreren deutschen Städten (Berlin, Hamburg, Dortmund, München) und verfügte über einen Onlineshop. 2021 wurden die Filialen bis auf das Stammhaus in Berlin geschlossen. Der Betrieb des Stammhauses wurde am 16. März 2024 eingestellt.

## Geschichte
JustMusic wurde von Jochen Stock 1977 in Berlin gegründet, der sich neben seinem BWL-Studium Geld mit dem Handel mit Schlagzeugen verdienen wollte, ursprünglich unter dem Namen Drumland. Daraus wurde 1980 das Sound & Drumland mit einem erweiterten Sortiment und zwei Läden in der Pariser Straße und in der Fasanenstraße in Berlin-Wilmersdorf. 1991 wurde die erste JustMusic-Filiale mit einer weiteren Berliner Filiale in der Rathauspassage eröffnet. 2001 zog die Filiale aus der Rathauspassage in die Kulturbrauerei um. 2013 wurde ein „FlagshipStore“ am Moritzplatz eröffnet.
2003 übernahm das Unternehmen zudem das große Hamburger Musikgeschäft Amptown, das bereits seit 1973 in Hamburg-Wandsbek existierte. 2005 zog es in den ehemaligen Flakturm IV am Heiligengeistfeld mit 4500 m² Verkaufsfläche auf zwei Etagen. 2006 kam mit der Übernahme des music shop die Münchener Filiale am Olympia-Einkaufszentrum mit über 3500 m² Fläche hinzu. 2013 wurden zudem zwei Dortmunder Geschäfte mit dem ehemaligen Musikhaus Jellinghaus und dem Music Center übernommen.
Zusätzlich zu diesen Geschäften betrieb Just Music seit 1995 die PianoGalerie in Berlin, die sich auf das Angebot und die Beratung beim Kauf akustischer Tasteninstrumente spezialisierte. 2013 wurde dieser Laden in die Fasanenstraße/Ecke Pariser Straße in Berlin-Wilmersdorf verlegt. Das Unternehmen brachte bis in die 2010er-Jahre auch gedruckte Kataloge für den Versandhandel heraus.
Jochen Stock zog sich inzwischen aus dem operativen Geschäft zurück, das nun von seiner Tochter Lili Stock und Timo Könnecke geführt wird. In Dortmund fusionierte JustMusic seine beiden Filialen zum 22. Juni 2020, wodurch das über 50 Jahre dort bestehende Musikhaus Jellinghaus schloss.
Im Zuge der Wirtschaftskrise 2020 vor allem infolge der COVID-19-Pandemie sowie den Entwicklungen auf dem Musikinstrumentenmarkt schloss das Mutterunternehmen Just Music GmbH Anfang 2021 seine im Franchising betriebenen Filialen in Hamburg, Dortmund und München, auch die PianoGalerie in Berlin wurde im Oktober 2020 geschlossen. Danach konzentrierte es sich auf den Standort am Moritzplatz in Berlin-Kreuzberg und das Online-Geschäft, bis schließlich am 16. März 2024 der Geschäftsbetrieb komplett eingestellt wurde. Das Unternehmen hatte im Jahr 2018 einen Umsatz von etwa 45 Millionen Euro. JustMusic ist eine Wort-Bild-Marke der Just Music GmbH.

## Rezeption
Die Schließung verschiedener Filialen 2020 wurde von verschiedenen Medien kritisiert. Die Hamburger Filiale war das größte Musikinstrumentengeschäft der Stadt und wurde als „Kultladen“ bezeichnet. Auch das Musikhaus Jellinghaus in Dortmund galt als Haus mit „lange(r) Tradition“. Das Magazin Prinz lobte die „gigantisch(e)“ Auswahl der 7000 Quadratmeter großen Berliner Filiale. Sie wurde auch als „Berliner Musiker-Mekka“ beschrieben.